# 宽裂掌叶报春
宽裂掌叶报春（学名：Primula latisecta）为报春花科报春花属下的一个种。

## 扩展阅读
- 維基物種上的相關：宽裂掌叶报春